# Trochalus byrrhinus
Trochalus byrrhinus är en skalbaggsart som beskrevs av Fahraeus 1857. Trochalus byrrhinus ingår i släktet Trochalus och familjen Melolonthidae. Inga underarter finns listade i Catalogue of Life.